# 陳嘉莉
陳嘉莉（1993年2月28日—），香港女演員、模特兒，曾參與麥當勞、屈臣氏、維他奶、索尼和日立等的廣告拍攝。

## 簡介
陳嘉莉曾修讀廣告設計，畢業後任職平面設計工作，經朋友介紹下入行來港當模特兒。她曾與湯唯、Angelababy及彭于晏等合作。
2015年，她以代言人身份與韓國男星金秀賢合作拍攝中國微電影《我在世界城等你》，戲中二人飾演情侶而被傳媒及觀眾所認識。
2016年，她簽約經理人公司GME。

## 演出

### 電影
| 演出年份 | 作品                 | 備註 |
| -------- | -------------------- | ---- |
| 2017年   | 起底組               |      |
| 2017年   | 極品閨蜜             |      |
| 2018年   | 作家的謊言：筆忠誘罪 |      |
| 2021年   | 一級指控             |      |
| 2025年   | 曾經擁有             |      |

### 電視劇
| 演出年份 | 作品                   | 備註   |
| -------- | ---------------------- | ------ |
| 2018年   | 性敢中環               | 女主角 |
| 2018年   | 向西聞記之獨男愛的機會 |        |

### 微電影
| 演出年份 | 作品                  | 備註   |
| -------- | --------------------- | ------ |
| 2015年   | 我在世界城等你        | 女主角 |
| 2015年   | 翠華餐廳集團—情懷未變 | 女主角 |